# 机场货物办公楼站
機場貨物辦公樓站（：／ Gonghang-hwamul-cheongsa yeok */?）是機場鐵道沿線的一座地下車站，位於韓國仁川廣域市中區雲西洞。

## 車站構造
站體為1面2線島式月台的地面車站，候車設有月台幕門，並有2處出口。

### 月台配置
| ↑ 雲西                  |
| \| １                   |
| 仁川國際機場1號航站樓 ↓ |

| 月台 | 路線              | 目的地                           |
| ---- | ----------------- | -------------------------------- |
| 1    | ●仁川國際機場鐵道 | 仁川國際機場1號航站樓方向        |
| 2    | ●仁川國際機場鐵道 | 黔岩、桂陽、金浦機場、首爾站方向 |

## 歷史
- 2007年3月23日：落成啟用。

## 車站周邊
- 仁川國際機場貨物辦公廳舍

## 圖片

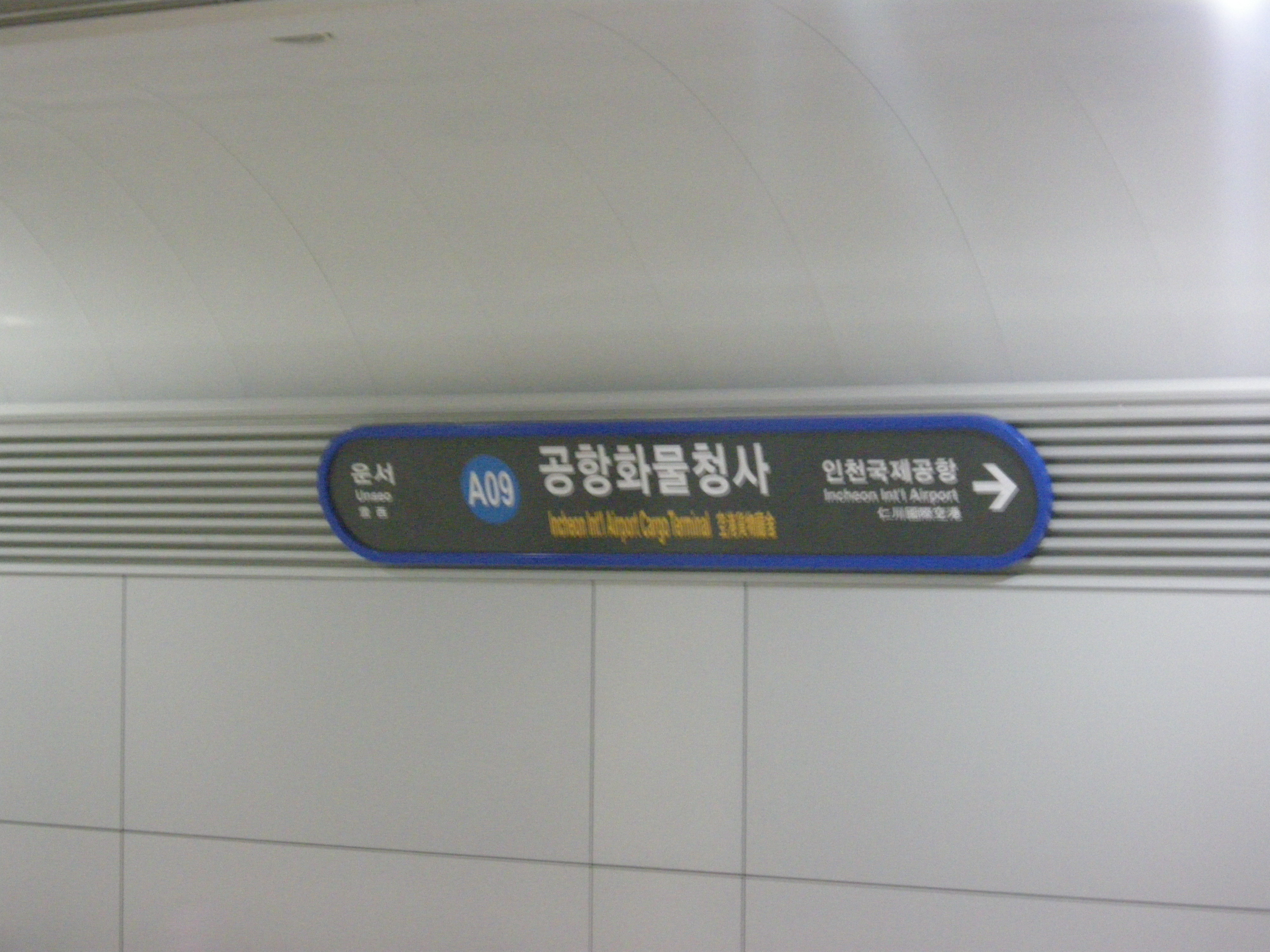
站名牌
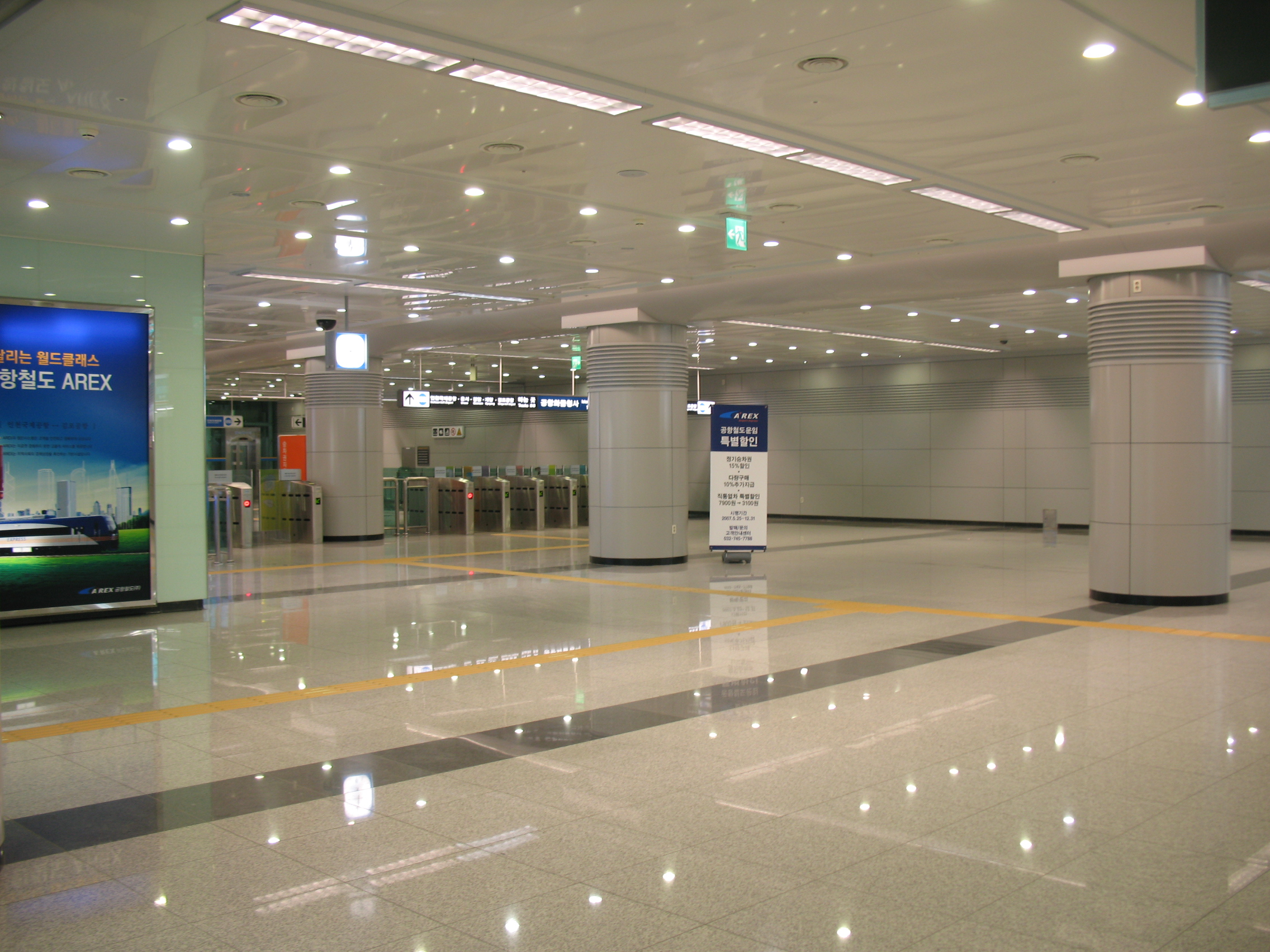
車站大廳
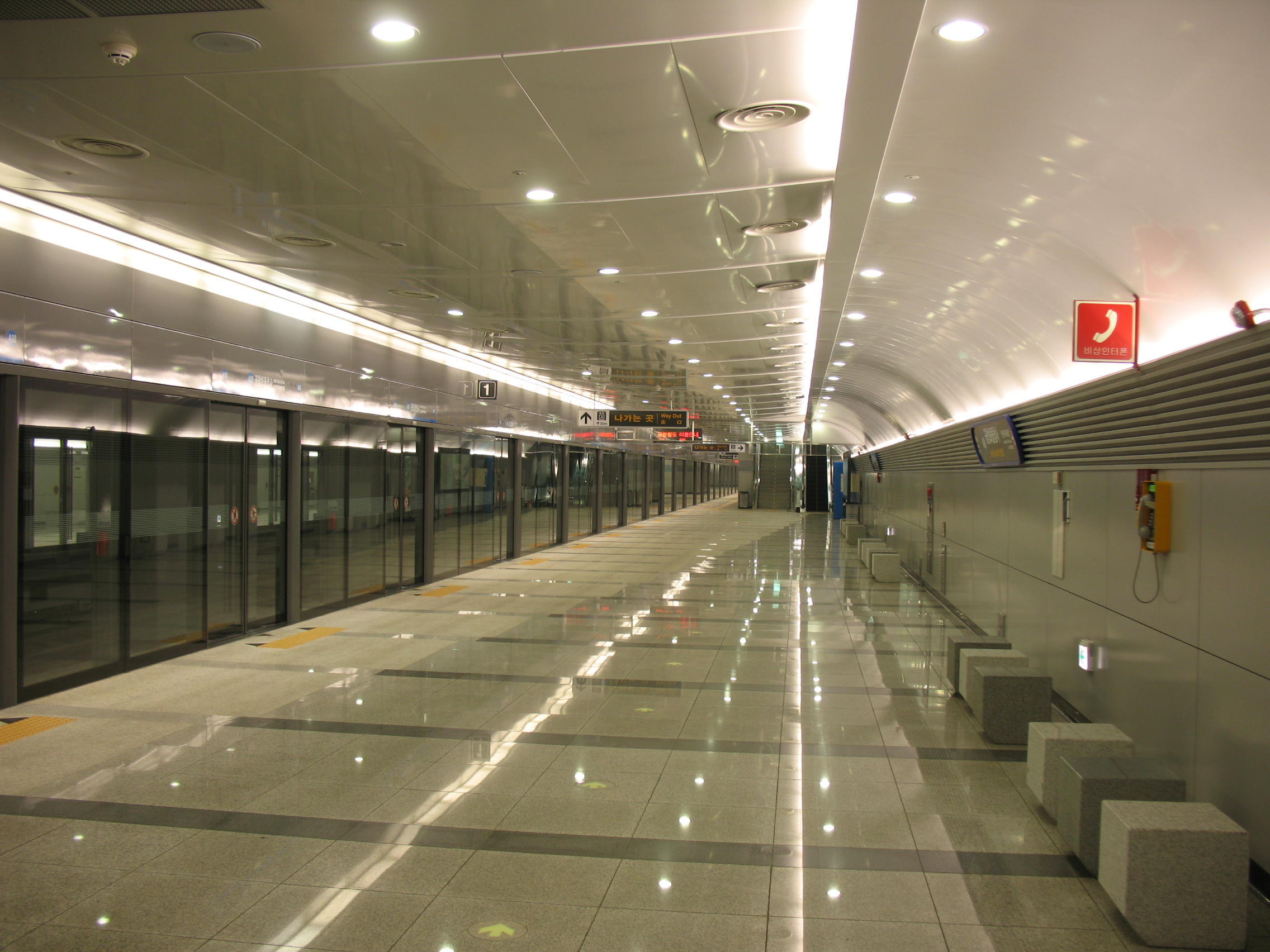
候車月台

## 相鄰車站
機場鐵道
●仁川國際機場鐵道
一般
雲西（A08）－機場貨物辦公樓（A09）－仁川國際機場1號航站樓（A10）